# Lasioglossum cingulatum
Lasioglossum cingulatum is een vliesvleugelig insect uit de familie Halictidae. De wetenschappelijke naam van de soort is voor het eerst geldig gepubliceerd in 1876 door Morawitz.